# Problepsis superans
Problepsis superans là một loài bướm đêm trong họ Geometridae.